# Le Ménil-Guyon
Le Ménil-Guyon (lə me.nil.ɡɥi.yɔ̃ⓘ) es una población y comuna francesa, situada en la región de Baja Normandía, departamento de Orne, en el distrito de Alençon y cantón de Courtomer.

## Demografía
| 98 | 76 | 92 | 85 | 99 | 87 |
| Para los censos de 1962 a 1999 la población legal corresponde a la población sin duplicidades (Fuente: INSEE [Consultar]) |    |    |    |    |    |